# Ceratinopsis oregonicola
Ceratinopsis oregonicola är en spindelart som beskrevs av Chamberlin 1948. Ceratinopsis oregonicola ingår i släktet Ceratinopsis och familjen täckvävarspindlar. Inga underarter finns listade i Catalogue of Life.